# Vale de Anta
Vale de Anta ist eine Gemeinde (Freguesia) im portugiesischen Kreis Chaves. In ihr leben 1625 Einwohner (Stand 19. April 2021).